# 天生贏家
《天生贏家》，官方英文名The Winner，是一個台灣綜藝節目，由禚宏順與徐嘉森各自領導全紅傳播與和展廣告製作，先後在中視與華視播出，頂尖拍檔伴奏，每集邀請六位來賓進行問答。節目口號是：「《天生贏家》，啵兒棒！」

## 歷史
1994年2月，華視綜藝節目《鑽石舞台》決定全盤更新，擬改由胡瓜、方芳芳、陽帆共同主持，不排除更改節目名稱；但在革新方案實施之前，原本的主力製作群禚宏順、劉德惠等人已離職並另組全紅傳播，製作中視綜藝節目《天生贏家》。

## 歷代主持人
第一代：曹啟泰、況明潔、黃韻玲

第二代：曹啟泰、況明潔、天心

第三代：曹啟泰、況明潔

第四代：況明潔、郭富城（改為現場直播，播出四集即停播）

## 播出時間
- 最初於中視播出，播出日期為1994年5月24日起至1994年11月1日每週二21點30分，共計24集；中視時期最後一集的結尾是吳大維新歌〈亞洲呼啦啦〉的MV。
- 之後移至華視播出，播出日期為1994年11月3日至1996年12月12日每週四21點30分，共計109集。
- 華視重播的時間是2001年7月22日至2002年1月6日。
- 2021年11月起，為慶祝華視50週年台慶，YouTube「華視懷舊頻道」陸續發布部分集數華視版本的官方完整版。

## 單元

### 中視時期

#### 搶錢一族
該集累計獎金最多者與該集累計獎金第二多者參賽的遊戲單元。兩位參賽者均需穿著製作單位特製的雨衣，每件雨衣上面都黏有一定數量的玩具鈔票。兩位參賽者按照主持人的指示，於時限一分鐘內相互猜拳（剪刀石頭布），口令為「天生贏家猜」。贏者可以拿取對方身上的一張玩具鈔票，並握在另一手，再繼續猜拳。兩位參賽者如此反覆猜拳，直至時間到，主持人就會計算並宣布兩位參賽者獲得的額外獎金金額。

### 華視時期
以下是該節目在華視播映期間曾經出現過的節目單元，以前期為例。

#### 千手門
由一群人排列於一條通道的兩側，戴著白色手套，對經此通道入場的特別來賓「上下其手」。來賓身上有氣球，從入場前至入場後，剩餘氣球多少，則可換算成獎金。此單元後來改變為只是來賓的入場方式，無獎金的計算。

#### 大家來找碴　短篇
看影片找錯誤，口號是：「大家來找碴，趕快來搶答！Part One：短篇。」
製作單位邀請一位明星演出一支約10秒鐘的影片，影片中有一個錯誤之處，在參加來賓看完之後，就輪流把臉伸進一個猴子臉看板的洞裡，對著前方的攝影機，透過只有觀眾與主持人才聽得到的麥克風說出答案。
如果答錯，螢幕左下角會出現一隻小恐龍；小恐龍會嘲笑來賓，或是搔搔頭再搖搖手指說「No, no, no, no…」表示答錯；同時曹啟泰先喊「你答——」，然後主持人齊喊「錯啦」。如果答對，來賓的說話聲音會被改變（讓電視觀眾不要太早知道答案），小恐龍會比出大拇指稱讚參賽者答對了；同時曹啟泰先喊「你答——」，然後主持人齊喊「對啦」。
除了猴子臉看板外，製作單位也曾經用過鱷魚嘴巴的道具，來賓答題時趴進一個鱷魚嘴巴道具內，裡面也有一具攝影機拍攝來賓的臉。如果參賽者答錯，鱷魚嘴巴就會「閉」起來，象徵性的將來賓「咬」一下以示懲罰；反之若答對者，即可「安全脫身」。鱷魚的牙齒是特殊材質製造，所以不會把來賓咬傷。
影片會播放三次，每播完一次所有來賓即須輪流作答，答錯者繼續看下一次再答題，每一次播放時影片中的錯誤之處都會比前一次更加清楚。第一次即答對者可獲得獎金新臺幣參仟圓整（NTD3,000.-），第二次則為貳仟圓整（NTD2,000.-），第三次是新臺幣壹仟圓整（NTD1,000.-）。
三次播放及答題完畢後，主持人喊出「天生贏家，請看！」即播出解答影片，解答影片中由演出的明星公布答案，說明錯誤在哪裡。此單元的「錯誤之處」通常是影片中出現的某樣物品或現象與現實不符，例如：
- 北半球的氣旋是逆時針方向旋轉，片中的衛星雲圖卻顯示順時針方向（科氏力）。
- 洗手台下方的排水管應該是彎曲的，片中卻是直的（排水管設計存水彎，以阻擋下水道臭味或蟑螂等蚊蟲）。
- 汽車的後照鏡應位於駕駛的左右前方，片中卻跑到後座的左右前方。
- 罐頭應開對稱的兩個洞才能將其中的液體倒出，片中卻只開一個洞就倒出了（大氣壓力）。

三次答題都答錯的來賓必須接受「震撼教育」懲罰。站在「懲罰區」內，三位主持人一起喊：「頂尖！」指示頂尖拍檔演奏一小段搖滾樂，接著懲罰區上方會落下許多彩色塑膠球砸在來賓身上，地上也有對準來賓噴出的乾冰，持續約十秒鐘結束懲罰。
此單元曾經以出現不連戲畫面的電影作為題目，例如《遠離賭城》（Leaving Las Vegas）即被使用過。

#### 大家來找碴　長篇
看影片找錯誤，口號是：「大家來找碴，趕快來搶答！Part Two：長篇。」
製作單位拍攝了一支1至2分鐘的短劇（也是邀請明星演出），短劇中有八個錯誤之處（有時七個），當參賽來賓看到錯誤時必須立即按鈴搶答（此時影片暫停播放），答對者可得到獎金，答錯者會被噴乾冰懲罰。來賓答完影片繼續播放、繼續搶答，如果全部播放完畢後仍有錯誤未被找出，會再次播放錯誤之處直到答對為止；或者該處錯誤播放到一定次數仍未被參賽來賓猜出者，主持人就會公佈該處錯誤，而〈短篇〉的小恐龍也會出現在螢幕左下角「一直哭」，表示參賽來賓沒有猜中該錯誤處。播出解答影片前，主持人同樣喊：「天生贏家，請看！」
此單元的錯誤之處通常是以下兩種形式：一是「不連戲」，例如演員脖子上繫的原本是領帶，畫面一跳後變成領結；二是「以相似物品混淆」，例如演員說要打羽毛球，拿起的卻是網球拍。每一個錯誤的獎金是新臺幣200元至3,000元不等，視難度而定。後期的節目則為新臺幣50元至1,000元不等，同樣也是視難度而決定。
該單元最大的賣點，為一名「光頭」工作人員，在每一次的短劇中都會使用他的光頭偽裝成不同的物品作為題目。例如影片中的背景裡起初有顆籃球，但此籃球在後一個鏡頭裡變成由該名光頭工作人員的頭畫成的「假籃球」。另外也有一個工作人員用他的背部當作一些東西的物體，例如另外的工作人員，則替此人的背上畫上一堆書，成為「假書架」。

#### 誰來抱我
類似「大風吹」遊戲，但不搶椅子坐下，改成兩兩一人互相擁抱。該單元是採用淘汰制度，由於參賽者一開始是六個人，因此況明潔或黃韻玲也必須「親自下海」來玩。
該單元進行時，其中一位女主持人會配合頂尖拍檔，不斷唱著：「誰來抱我？Oh oh，oh oh…」直至曹啟泰吹了哨子，表示參賽者必須立即找另外一個人互相擁抱；參賽者沒有「擁抱對象」者，即算出局。
第一個被淘汰的參賽者得不到任何獎金，第二位參賽者可以得到新臺幣伍佰圓整（NTD500.-）的獎金，第三位可得到新臺幣壹仟圓整（NTD1,000.-）的獎金，依此類推，最後不被淘汰的參賽者，也就是該名參賽者抱到主持人者，即可獲得新臺幣伍仟圓整（NTD5,000.-）獎金。

#### 快問快答
每次進行一個「是非題」問題，主持人連續提示不同的答案，給參賽者同時作答。當主持人說「請做答！」後，六名參賽者必須快速判定該提示是否符合答案要求，並且用手臂比出“×”或“○”姿勢。
所謂的“×”姿勢，是參賽者兩手交叉擺胸前，表示該提示「不正確」；而“○”姿勢，則是兩手高舉，指尖碰指尖，呈現“○”的樣子，表示該提示「正確」。
參賽者於前三個提示可以允許失誤。第四個提示一直到第三十個提示，均不得有失誤，否則算出局；而如果參賽者比了一個姿勢又即刻改成另外一個姿勢，視同作弊，主持人會根據作弊情形判定該參賽者是否出局。越後面的題目，難度越高，考驗著參賽者的反應與機智。
舉例說明：題目是「下列哪些是可以喝的飲料？」，主持人會接二連三的提出一些名詞。每提示一個，參賽者就必須判斷對錯並立刻比出該有的姿勢。如果提示的東西確為飲料時，參賽者應舉出“○”姿勢；若非飲料時，參賽者應舉出“×”姿勢。
遊戲進行中，主持人常會以「同首詞」（同一個字開頭的詞）來「誤導」參賽者選出錯誤的選項。如上述「可以喝的飲料」例中，主持人說出「汽水」，則參賽者就必須舉出“○”姿勢；而主持人說出「汽油」或「汽油彈」等與前幾個選項的同首詞「誤導」參賽者，參賽者就必須舉出“×”姿勢，儘可能的不被「誤導」。
有時候，曹啟泰也會以「諧音詞」作為誤導的方法。舉例說明：「下列哪些是中國古代的詩人？」如果曹啟泰的提示是「杜甫」，參賽者就必須比出“○”姿勢；如果提示是「豆腐」（發音類似「杜甫」），參賽者就必須比出“×”姿勢。
由於連續提問的節奏很快，誤導的提示也相當刁鑽，總有參賽者因反應不過來而回答錯誤，為遊戲的趣味所在。三十題全部答對且沒有失誤者，即可得到高額獎金。

#### 電腦來找碴
與〈大家來找碴　短篇〉雷同，但改用四階段出題，有猜臉、猜圖、猜字、猜色等四個階段。參賽者須在指定時間內完成搶答，最先猜中者有最多的「IQ指數」，「IQ指數」會隨著時間流逝最後歸零甚至變成負值，最後會換算成績分累計。
- 猜臉－影片中會由一位明星演唱一首歌曲，期間電腦特效會將該明星的臉變成另一位明星的臉，參賽者須在最快的時間內猜中最後出現了哪位明星的臉。
- 猜圖－影片中會出現一組由未完成的推盤遊戲形成的拼圖，並會自動拼回原狀，參賽者須在最快的時間內猜中最後在完成的拼圖上出現了什麼物體。
- 猜字－影片中會出現旋轉中的立體文字，最先會從平視角開始旋轉，並慢慢將視角抬升，最後會呈現俯瞰圖，參賽者須在最快的時間內猜中這是什麼字。
- 猜色－影片中會出現數張照片的分色圖，每隔數秒切換一張，並且會慢慢疊加拼出完整照片，參賽者須在最快的時間內猜中照片是什麼物體或景象。

#### 誰知道的最多
此單元會邀請三位藝人進行聯想問答的遊戲，六名參賽者在每輪遊戲進行前先預測哪位藝人寫的答案最多，之後主持人會要求三位藝人於限時1分鐘內寫出答案，結束後由主持人研判正確與否及統計，並宣佈哪位藝人知道的最多，預測成功的參賽者即可獲得獎金1000元。

#### 天生贏家
最後參賽者的獎金計算，雖然主持人將每一個參賽者的所得獎金報出來，只有第一名才可以「獎金變現金」，得到實質的現金，剩下的五名，則只能「獎金變雞精」，得到雞精禮盒，並請這五名參賽者「出示他們的『戰利品』」。
「天生贏家」是該集累計獎金最多的，「天生二家」則是該集累計獎金第二多的，相互可以參加〈猜拳奪獎金〉比賽。
〈猜拳奪獎金〉則是「天生贏家」與「天生二家」相互猜拳拿獎金。「天生贏家」與「天生二家」均需穿著製作單位特製的雨衣，每件雨衣上面都黏有一定數量的仟圓玩具鈔票。兩「家」按照主持人的指示，於時限一分鐘內相互猜拳，贏者可以拿取對方身上的一張仟圓玩具鈔票，並握在另一手，再繼續猜拳，兩「家」如此反覆猜拳，直至時間到，主持人就會計算兩「家」握在手中的玩具鈔票張數為多少與其差距張數，若「天生贏家」的張數最多，「天生贏家」可額外多得差距張數乘以仟圓的實質現金；反之，若「天生二家」的張數最多，「天生贏家」原本得到的實質現金需扣除差距張數乘以仟圓，並轉為「天生二家」實得現金獎金。
順帶一提，曾發生過「天生二家」實得現金獎金還超過「天生贏家」原本得到的實質現金的情形，形成「天生二家」拿到了比原本「天生贏家」的實質現金還高的獎金再外加雞精禮盒，「天生贏家」卻任何獎金、獎品都無法得到的狀況。這一集便是華視在1995年9月14日播出的第45集，林瑞陽划拳得到16,000元，把歐陽龍原本贏得的15,800元獎金全部拿走。
另外，若當集有產生兩位「天生贏家」（即累計獎金最多且一樣多的有兩位），則直接由此兩「家」進行〈猜拳奪獎金〉比賽，得到玩具鈔票張數最多者即為真正的「天生贏家」，可得到累計獎金外加多得差距張數乘以仟圓的實質現金；另一位得到張數最少者則變為「天生二家」，沒有獎金但仍得到雞精禮盒。不過如果兩「家」最後結果仍不分勝負均得到相同張數的玩具鈔票，則累計獎金由兩「家」平分。

## 資料來源
1. ↑  王祖壽 報導，〈“鑽石舞台”靜極思動 “天生贏家”來勢洶洶〉，《民生報》1994年2月19日。